# Багачево
Багачево (укр. Багачеве, до 2024 года — Ватутино) — город в Черкасской области Украины. До 1954 года был в составе Киевской области. Входит в Звенигородский район. До 2020 года был городом областного подчинения.

## Население
В январе 1989 года численность населения составляла 20 362 человек.
На 12 декабря 2022 года численность населения составляла 20 400 человека.
По данным переписи 2001 года, украинцы составляли 91,79 % населения города, русские — 7,31 %.

### Языковой состав
Родной язык населения по данным переписи 2001 года:
| Язык       | Численность, чел. | Доля     |
| ---------- | ----------------- | -------- |
| Украинский | 18 362            | 91,69 %  |
| Русский    | 1 594             | 7,96 %   |
| Другое     | 71                | 0,35 %   |
| Итого      | 20 027            | 100,00 % |

Украинский язык является единственным официальным и основным языком города.
Вторжение России на Украину спровоцировало новую волну украинизации в городе, всё больше людей предпочитают говорить на украинском языке.
По данным Государственной службы статистики Украины в 2023/24 учебном году все 114 960 учащихся в учреждениях общего среднего образования в Черкасской области обучались в украиноязычных классах.

## История
Город возник в связи с освоением Юрковского буроугольного месторождения вблизи села Юрковка, обнаруженного жителями окрестных селений в конце XIX века.
В июне 1930 года на место месторождения впервые прибыли геологоразведчики, на XI Звенигородском районном съезде Советов 7 февраля 1931 года они доложили, что здесь найдены большие запасы бурого угля.
В 1931 году была построена железнодорожная станция Богачево.
К концу 1931 года на месте месторождения построили три небольшие шахты и запланировали в следующем году добыть 80 тыс. тонн топлива. При преобладающем ручном труде, нехватке электроэнергии, отсутствии крепёжного лесоматериала это было трудное задание. Для его успешного выполнения дополнительно построили открытый карьер, который обеспечивал 30 % плана добычи, построили электростанцию мощностью 1500 кВт, обеспечили строителей и шахтёров общежитием. Тяжёлые участки производства возглавили комсомольцы. Они были хорошим примером трудового героизма. Преодолевая трудности, комсомольско-молодёжная бригада в составе Ф. Шесталова, С. Костенко, А. Очеретяного и других быстро ввела шахту в действие, перевыполнив план первого квартала 1932 года на 200 тонн. Постепенно к бассейну месторождения стали приезжать жители близлежащих сел, рабочие из других городов страны. Размещались они во временно оборудованных общежитиях, палатках. Все горели желанием поскорее начать строительство новых шахт.
После начала Великой Отечественной войны освоение Юрковского бассейна было прекращено, построенные сооружения были разрушены в период немецкой оккупации.
Сразу же после окончания войны было начато восстановление старых и сооружение новых шахт. В ноябре 1945 года Совет Министров СССР издал постановление о строительстве комплекса промышленных предприятий для добычи и переработки бурого угля Юрковского бассейна. Министерство топливной промышленности СССР, включив месторождение в свой перечень, в 1946 году направило в район бассейна строительные и технические кадры.

### 1946—1952
Поселение было заложено в 1946 году как рабочий посёлок Шахтинское с началом строительства комплекса предприятий для добычи и переработки бурого угля в степной долине, через которую протекала река Шполка — приток Гнилого Тикича, между Шполой и тогда глухим полустанком Богачёво, где вместо вокзала стоял старый разбитый вагон. Первыми на неосвоенную землю пришли строители. К началу марта 1946 года они создали 10 бригад, которые сделали разбивку площади для сооружения трех общежитий на 225 человек. Одновременно развернулась подготовка к установке дизельной электростанции, подъездных путей. С разных концов страны прибывали рабочие. В условиях послевоенного восстановления народного хозяйства не хватало строительных материалов. Поэтому было решено производить их на месте. Так, в мае выжгли 100 тыс. штук кирпича из местного сырья. Это помогло досрочно ввести в действие деревообрабатывающий завод.
В 1946 году отстроили шахту, что до войны носила название «Октябрина», а с наступлением 1947 года прибыла техника для добычи угля (в том числе, привезённый из Германии трофейный транспортно-отвальный мост). Демобилизованные воины и горняки, прибывшие из шахт Донбасса, и из других мест страны, проникнуты чувством дружбы и взаимопомощи, проявляли примеры самоотверженного труда.
Для укрепления партийной организации новостройки в декабре 1947 года Центральный комитет ВКП(б) направил парторгом П. М. Хачатуряна, который хорошо знал шахтёрское дело и был способным организатором. Партийная организация, которую возглавил П. М. Хачатурян, насчитывала тогда только 37 членов партии. После введения в действие шахты весной 1947 года начато освоение Юрковского угольного разреза для добычи угля открытым способом. В первую очередь монтировались машины для снятия грунта из слоев угля. Так был смонтирован и запущен в действие экскаватор «Менк». Почти три года шёл монтаж транспортно-отвального моста. Это уникальное сооружение весом 8 тыс. тонн, высотой 82 метра, с размахом «крыльев» для снятия породы на 335 метров способна была заменить труд нескольких тысяч землекопов. В декабре 1953 года, сняв 45-метровую толщу земли, горняки раскрыли залежи бурого угля слоем до 12 метров и начали его добычу добывающими экскаваторами с погрузкой в вагоны электропоездов.
Транспортно-отвальный мост обслуживали 40 работников. Руководил работами коммунист, инженер А. И. Лукин. За умелое руководство мостовиков и бесперебойную работу сооружения он был награждён орденом Трудового Красного Знамени.

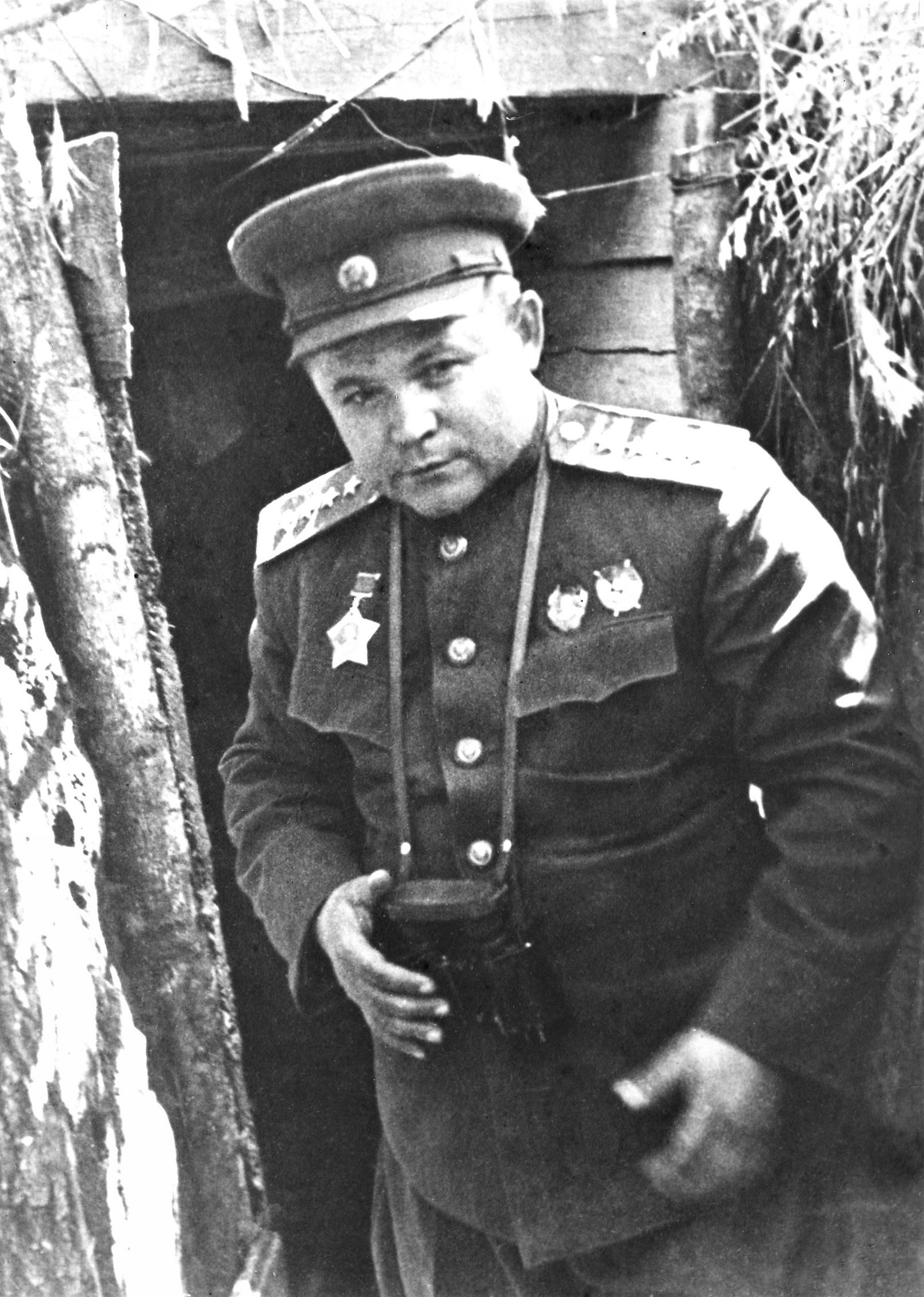
Командующий Воронежским фронтом генерал армии Н. Ф. Ватутин. 1943

Указом ПВС УССР от 19 апреля 1949 года посёлок строительства Юрковского буроугольного разреза был преобразована в посёлок городского типа Ватутино (названный в честь советского полководца Героя Советского Союза генерала Н. Ф. Ватутина).
В мае 1949 года Юрковский сельский Совет передал поселковому Совету 23,5 га земли, уже занятой индивидуальным жилищным строительством, осуществленным в 1946—1948 годах.
ЦК ЛКСМУ объявил Ватутино ударной стройкой. По комсомольским путёвкам на строительство прибыли юноши и девушки из разных областей Украины. Только Житомирский обком ЛКСМУ направил в новостройку более 300 молодых энтузиастов. По решению Киевского обкома комсомола (до 1954 года это была территория Киевской области) из комсомольцев, приехавших в Юрковский бассейн была создана объединённая комсомольская организация, которая насчитывала более тысячи комсомольцев.
Партийная и комсомольская организации вместе с поселковым Советом разворачивали широкое строительство и заботились о благоустройстве города. Для выполнения работ были созданы четыре строительно-монтажных управления: первое вело работы по вводу в действие Юрковского буроугольного месторождения, второе закладывало основы будущего города, третье строило брикетную фабрику, четвёртое-электростанцию. В последнем году четвёртой пятилетки на северной окраине города вступил в строй кирпичный завод. Завершилось строительство первых яслей и детского сада. На южной окраине города построили новое помещение для средней школы.

### 1952—1991
В мае 1952 года посёлок Ватутино стал городом районного подчинения, а поселковый Совет преобразован в городской. Согласно генеральному плану, разработанным Харьковским филиалом «Гипроград» Госстроя УССР, жилищное строительство приобрело большой размах. По итогам пятилетки в городе построили более 200 жилых домов с просторными, хорошо устроенными двух и трехкомнатными квартирами, 26 продовольственных магазинов, поликлинику, банно-прачечный комбинат. В это же время был создан Комсомольский парк.
В 1955 году был построен железнодорожный вокзал.
В начале 1960-х годов более тысячи школьников посещали 2 начальные и 2 общеобразовательные школы, работали также средняя школа рабочей молодёжи, вечерняя филиал Ирпенского индустриального техникума и школа механизации сельского хозяйства, действовали 2 библиотеки для взрослых и юношества.
В центре города сооружён дворец культуры с залом на 450 мест, комнатами для работы кружков художественной самодеятельности. Решением городского Совета в октябре 1952 года дворцу культуры присвоено имя В. И. Ленина.
Для любителей спорта построен стадион «Шахтер» с упорядоченными площадками.
С 1964 года началась застройка новых кварталов пятиэтажными жилыми домами. Планировка города прямоугольная, с широкими улицами и тротуарами. Все они заасфальтированы и обсаженны липами и каштанами. Вечером город освещают лампы дневного света. На правом берегу реки Шполка была построена водная станция, на противоположном — ретрансляционный телевизионный центр.
На юго-западной окраине города рабочие угольного разреза насадили новый парк (14 тыс. деревьев и декоративных кустов). Кроме того, было проведено озеленение отвалов угольного месторождения.
В мае 1965 года на привокзальной площади был открыт памятник Н. Ф. Ватутину, при въезде в город установлен мемориальный камень в честь воинов 53-й Армии 1-го Украинского фронта.
В 1967 году было открыто профессионально-техническое училище № 2, выпускающее строителей широкого профиля.
В 1969 году численность населения составляла 14,1 тыс. человек, крупнейшими предприятиями города являлись завод огнеупорных материалов, завод железобетонных изделий, деревообделочный завод, асфальтовый завод, мясокомбинат и хлебокомбинат, также здесь действовали паровозно-транспортное управление, ремонтный завод, комбинат бытового обслуживания, медицинское училище, вечерний филиал Ирпенского индустриального техникума (в котором готовили горных электромехаников и механиков для разработки угольных месторождений открытым способом), вечерняя школа, три средних школы, восьмилетняя школа, семилетняя музыкальная школа, больница на 150 коек, противотуберкулезный диспансер, санэпидемстанция, медпункты, а также сеть торговых и бытовых учреждений (универмаг, 33 магазина, ресторан, кафе и 14 столовых).
В 1970 году в результате неудачной реконструкции отвального моста (удлинения роторной стрелы) и нарушения условий эксплуатации (в зимнее время не был залит спирт в систему гидроопор моста) металлоконструкция длиной 300 метров рухнула. Поскольку к этому времени основные запасы угля были исчерпаны, медленное, но неотвратимое угасание комплекса стало неизбежным. В последующие годы добыча производилась небольшими шахтами, и к началу 1990-х годов угольный комплекс был закрыт.
В 1979 году здесь действовали брикетная фабрика, фабрика огнеупорных материалов, ремонтно-механический завод, мясокомбинат, хлебный комбинат, комбинат бытового обслуживания, медицинское училище, ПТУ № 2, 4 общеобразовательных школы, музыкальная школа, спортивная школа, больница, Дворец культуры, широкоэкранный кинотеатр, клуб и пять библиотек.

### После 1991
26 июня 1992 года Ватутино стало городом областного подчинения.
В мае 1995 года Кабинет министров Украины утвердил решение о приватизации находившихся в городе ремонтно-механического завода, мясокомбината, комбината огнеупорных материалов, экспериментально-механического завода, завода строительных материалов, строительно-монтажного управления № 4 и механизированной колонны № 25 треста «Агростроймеханизация», в июле 1995 года — утвердил решение о приватизации находившегося здесь АТП-17163.
В 1997 году Ватутинское медицинское училище было превращено в филиал Черкасского медицинского колледжа, а Юрковская ТЭЦ была закрыта.
3 апреля 2024 года Комитет Верховной рады Украины по вопросам организации государственной власти, местного самоуправления, регионального развития и градостроительства поддержал переименование города в Багачево. 19 сентября 2024 года Верховная рада Украины поддержала переименование Ватутино в Багачево.

## Транспорт
Железнодорожная станция Богачёво на линии Цветково — Тальное Одесской железной дороги.
Также Ватутино связано со всеми сёлами района автобусным сообщением.